# Třída Virginia
Třída Virginia byla třída predreadnoughtů amerického námořnictva. Celkem bylo postaveno pět jednotek této třídy. Ve službě byly od roku 1906. Stejně jako starší třída Kearsarge byly vybaveny nepraktickými dvoupatrovými dělovými věžmi.

## Stavba
Jednalo se o zvětšenou a vylepšenou verzi předcházející třídy Maine, lodě však byly dokončovány na prahu éry dreadnoughtů a byly tedy okamžitě po dokončení zastaralé. Zároveň to byla druhá a poslední třída amerických bitevních lodí, využívající nepraktických dvoupatrových dělových věží. Celkem bylo v letech 1901–1907 postaveno pět jednotek této třídy, pojmenovaných USS Virginia, USS Nebraska, USS Georgia, USS New Jersey a USS Rhode Island. Do jejich stavby se zapojily loděnice Newport News Shipbuilding and Drydock Company v Newport News, Moran Brothers Company v Seattlu, Bath Iron Works v Bathu ve státě Maine a Fore River Shipyard v Quincy ve státě Massachusetts. Do služby byly přijaty v letech 1906–1907.
Jednotky třídy Virginia:
| Jméno                | Loděnice                                      | Založení kýlu    | Spuštěna           | Vstup do služby  | Poznámka                            |
| -------------------- | --------------------------------------------- | ---------------- | ------------------ | ---------------- | ----------------------------------- |
| Virginia (BB-13)     | Newport News Shipbuilding and Drydock Company | 21. května 1902  | 5. dubna 1904      | 7. května 1906   | Roku 1923 potopena jako cvičný cíl. |
| Nebraska (BB-14)     | Moran Brothers Company                        | 4. července 1902 | 7. října 1904      | 1. července 1907 | Prodána do šrotu 1923.              |
| Georgia (BB-15)      | Bath Iron Works                               | 31. srpna 1901   | 11. října 1904     | 24. září 1906    | Prodána do šrotu 1923.              |
| New Jersey (BB-16)   | Fore River Shipyard                           | 3. dubna 1902    | 10. listopadu 1904 | 12. května 1906  | Roku 1923 potopena jako cvičný cíl. |
| Rhode Island (BB-17) | Fore River Shipyard                           | 1. května 1902   | 17. května 1904    | 19. února 1906   | Prodána do šrotu 1923.              |

## Konstrukce

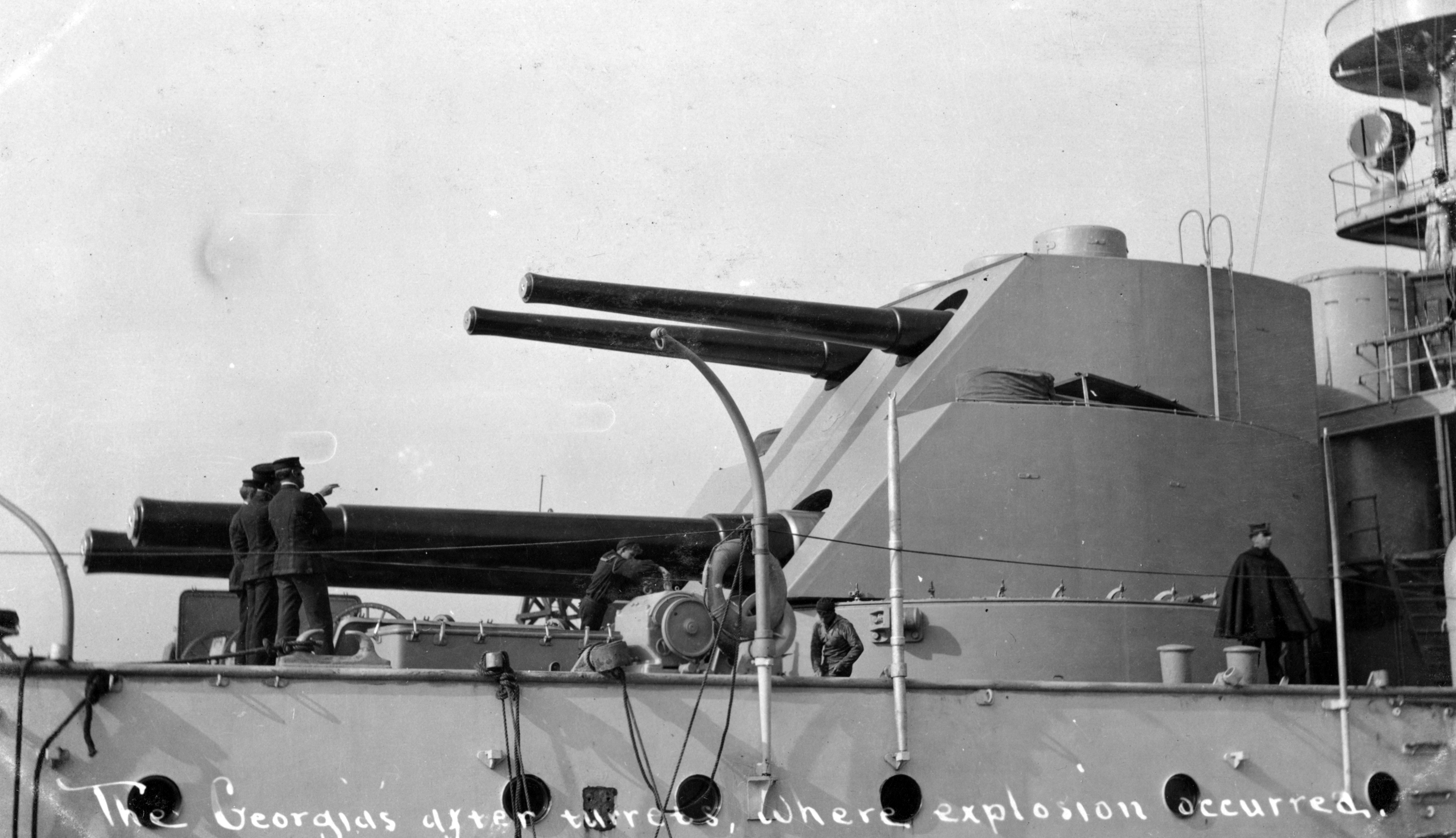
Detail dvoupatrových dělových věží bitevní lodě USS Georgia (BB-15)

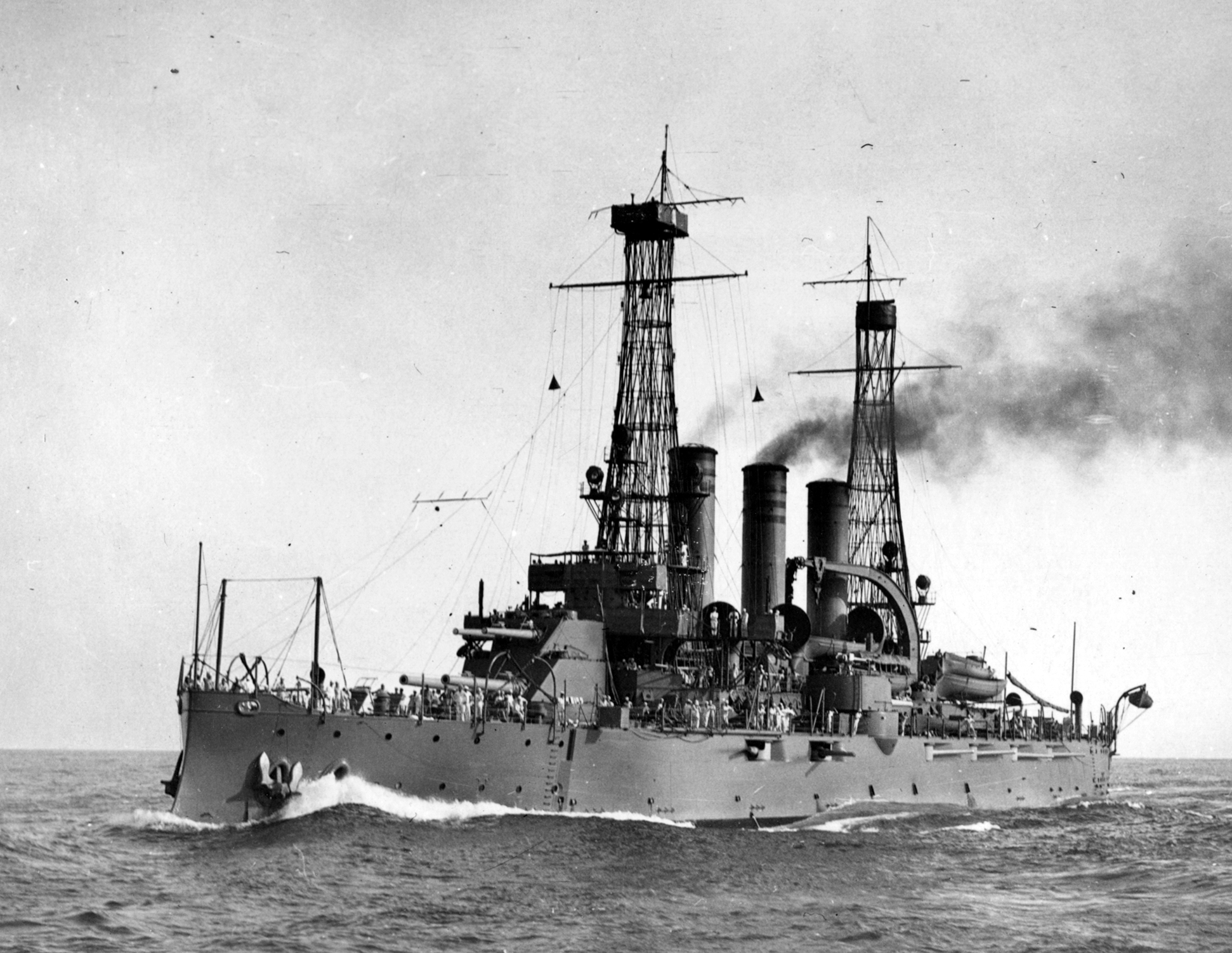
USS Virginia (BB-13)

Hlavní výzbroj lodí tvořily čtyři 305mm kanóny ve dvoudělových věžích na přídi a na zádi, které doplňovalo osm 203mm kanónů ve čtyřech dvoudělových věžích. Dvě z těchto věží se byly napevno posazeny na stropech hlavní věží a společně s nimi se otáčely. Druhý pár věží se nacházel po stranách předního komínu. Střední ráži představovalo dvanáct 152mm kanónů v kasematech na hlavní palubě. Lehkou výzbroj představovalo dvanáct 76mm kanónů a dvanáct 47mm kanónů, určených pro obranu proti torpédovým člunům. Neseny byly rovněž čtyři 533mm torpédomety. Pohonný systém tvořilo 12 kotlů Babcock and Wilcox (Virginia a Georgia měly 24 kotlů Niclausse) a dva parní stroje s trojnásobnou expanzí o výkonu 19 000 ihp, pohánějící dva lodní šrouby. Nejvyšší rychlost dosahovala 19 uzlů.

### Modernizace
V letech 1909-1910 byly všechny jednotky modernizovány. Mimo jiné byly instalovány typické mřížové stěžně a odstraněny 47mm kanóny. Do roku 1919 byly Virginia a Georgia staré kotle vyměněny za 12 kotlů Babcock and Wilcox. Zároveň byly na všech plavidlech demontovány 152mm kanóny, počet 76mm kanónů byl zredukován na osm hlavní a výzbroj naopak posílily dva protiletadlové 76mm kanóny.

## Služba
Před vstupem USA do první světové války byly lodě nasazeny při okupaci mexického přístavu Veracruz. Lodě této byly do roku 1916 převedeny do rezervy či k výcviku. Jejich operační nasazení bylo během války jen malé. Na počátku 20. let byly zcela vyřazeny.